# Weingartia westii
Weingartia westii là một loài thực vật có hoa trong họ Cactaceae. Loài này được (Hutchison) Donald miêu tả khoa học đầu tiên năm 1958.